# Никольск (Аургазинский район)
Нико́льск (баш. Никольск) — деревня в  Аургазинского района  Республики Башкортостан, относится к Толбазинскому сельсовету. 
С 1927 современный статус.

## История
До 1993 года и с 2008 г. — в составе Толбазинского сельсовета.
В 1993—2008 годах — в составе Юламановского сельсовета.
После создания Юламановского сельсовета (Указ Президиума ВС РБ от 29.03.93 N 6-2/123 «Об образовании Юламановского сельсовета в Аургазинском районе») включена в новый сельсовет. После его упразднения вновь в Толбазинском сельсовете (Закон Республики Башкортостан от 19.11.2008 N 49-з «Об изменениях в административно-территориальном устройстве Республики Башкортостан в связи с объединением отдельных сельсоветов и передачей населённых пунктов»).
Статус деревня, сельского населённого пункта, посёлок получил согласно Закону Республики Башкортостан от 20 июля 2005 года N 211-з «О внесении изменений в административно-территориальное устройство Республики Башкортостан в связи с образованием, объединением, упразднением и изменением статуса населенных пунктов, переносом административных центров», ст.1:

6. Изменить статус следующих населенных пунктов, установив тип поселения — деревня:
 
5)  в Аургазинском районе:…

я3) поселка Никольск Юламановского сельсовета

## Население
| 2002 | 2009 | 2010 |
| ---- | ---- | ---- |
| 57   | ↘46  | ↗49  |

Национальный состав
Согласно переписи 2002 года, преобладающая национальность — чуваши (89 %).

## Географическое положение
Расстояние до:
- районного центра (Толбазы): 7 км,
- центра сельсовета (Юламаново): 4 км,
- ближайшей ж/д станции (Белое Озеро): 37 км.